# Système de mandat 2-4-4
Un système de mandat 2-4-4  (2-4-4 term system) est un système utilisé pour le renouvellement partiel des membres du Sénat de plusieurs États des États-Unis.
Le système consiste à faire alterner la durée des mandats des sièges d'une partie des sénateurs selon un cycle d'un mandat de deux ans, suivi de deux de quatre ans. Les autres sièges sont aussi renouvelés pour ces mêmes durées, mais dans un ordre différent. De cette manière, le Sénat est partiellement renouvelé à chaque élection tout au long de la décennie, avant d'être intégralement renouvelés tous les dix ans. Ce système permet ainsi un renouvellement intégral d'une législature dès les premières élections suivant la redélimitation décennale des districts.

## Origines
Ce système de renouvellement partiels est directement lié aux recensements organisés aux États-unis tous les dix ans, au cours des années finissant par un zéro. Ces recensement amènent en effet l'année suivante à la modification des délimitations des districts en fonction de l'évolution de leur population, ces derniers servant de circonscription électorale lors des élections sénatoriales organisés dans chaque État. Les premières élections à avoir lieu sur la base des nouvelles cartes électorales sont celles organisés encore un an plus tard, soit les années finissant par un deux.
L'objectif du système de mandat 2-4-4 est de permettre le renouvellement ces années là de l'intégralité des sièges, tout en conservant des renouvellement partiels pour les scrutins électoraux organisés tous les deux ans le reste de la décennie.
Si la plupart des États des États-Unis renouvellent leurs sénats intégralement ou par moitié tous les deux ans, pour des mandats de deux ou quatre ans, une petite partie des États procèdent ainsi à des renouvellement partiels à l'exception des années suivants la redélimitation des districts, ou les renouvellements sont intégraux. Une partie des sénateurs sont par conséquent élus cette année-là pour des mandats de deux ans, tandis que les autres le sont pour quatre ans, les groupes alternant par la suite la durée de leurs mandats à chaque nouvelle élection de telle sorte qu'à la fin de la décennie, chaque groupe ait effectué un mandat de deux ans, et deux de quatre ans.
Au Texas seulement, les sénateurs élus lors de chaque renouvellement intégral décennal ne connaissent pas la durée de leur futur mandat. Une fois réunis en session, ils procèdent à un tirage au sort pour déterminer les groupes qui effectueront un mandat de deux ou de quatre ans.

## Mise en œuvre

### Système à trois groupes
Dans l’État de l'Illinois, il est procédé à une division du total des sièges de sénateurs en trois groupes,.
- Un groupe effectue un mandat de deux ans, suivis de deux mandats de quatre ans
- Un groupe effectue un mandat de quatre ans, puis un mandat de deux ans, et à nouveau un mandat de quatre ans
- Un groupe effectue deux mandats de quatre ans, puis un de deux ans

| Groupe 1       | E   | 2 ans | E     | 4 ans | 4 ans | 4 ans | E     | 4 ans | 4 ans | 4 ans | E   |  |  |  |  |  |  |  |  |  |  |  |  |  |
| Groupe 2       | E   | 4 ans | 4 ans | 4 ans | E     | 2 ans | E     | 4 ans | 4 ans | 4 ans | E   |  |  |  |  |  |  |  |  |  |  |  |  |  |
| Groupe 3       | E   | 4 ans | 4 ans | 4 ans | E     | 4 ans | 4 ans | 4 ans | E     | 2 ans | E   |  |  |  |  |  |  |  |  |  |  |  |  |  |
|                |     |       |       |       |       |       |       |       |       |       |     |  |  |  |  |  |  |  |  |  |  |  |  |  |
| Renouvellement | 3/3 | 2 ans | 1/3   | 2 ans | 2/3   | 2 ans | 2/3   | 2 ans | 1/3   | 2 ans | 3/3 |  |  |  |  |  |  |  |  |  |  |  |  |  |

### Système à deux groupes
Dans les États de l'Arkansas, du Delaware, de la Floride, d'Hawaï et du Texas, il est procédés à une division du total des sièges de sénateurs en deux groupes.
- Un groupe effectue un mandat de deux ans, suivis de deux mandats de quatre ans
- Un groupe effectue deux mandats de quatre ans, puis un de deux ans

| Groupe 1       | E   | 2 ans | E     | 4 ans | 4 ans | 4 ans | E     | 4 ans | 4 ans | 4 ans | E   |  |  |  |  |  |  |  |  |  |  |  |  |  |
| Groupe 2       | E   | 4 ans | 4 ans | 4 ans | E     | 4 ans | 4 ans | 4 ans | E     | 2 ans | E   |  |  |  |  |  |  |  |  |  |  |  |  |  |
|                |     |       |       |       |       |       |       |       |       |       |     |  |  |  |  |  |  |  |  |  |  |  |  |  |
| Renouvellement | 2/2 | 2 ans | 1/2   | 2 ans | 1/2   | 2 ans | 1/2   | 2 ans | 1/2   | 2 ans | 2/2 |  |  |  |  |  |  |  |  |  |  |  |  |  |

### Système à un groupe
Les Sénats du Minnesota et du New Jersey utilisent quant à eux une version simplifiée de ce système. L'intégralité des sénateurs sont renouvelés à chaque élection, mais ceux ci alternent tout de même un mandat de deux ans suivis de deux mandats de quatre ans. Dans les deux cas, la série de mandats de quatre ans commence à la première élection suivant la redélimitation des districts. Il s'agit des années en "2" dans le Minnesota et de celles en "3" dans le New Jersey, les élections dans ce dernier étant organisées les années impaires,,.